# قصر البديعة
قصر البديعة هو قصر تاريخي أمر ببنائه الملك عبد العزيز آل سعود عام 1935، وأشرف على بنائه محمد بن قباع، ويقع على مجرى وادي حنيفة من الناحية الغربية، وبين شعيب أم قصر من الناحية الشمالية، وشعيب غذوانة من الناحية الجنوبية.

## تاريخ
اعتاد الملك عبد العزيز التردد على قصر البديعة ومعه ضيوفه صيفًا، وكان إذا جاء من الرياض ينزل في القصر ويمكث فيه حتى يصلي الظهر، ثم يذهب إلى النوم ويخرج بعدها ليجتمع بخاصته حتى يصلي العصر، وبعد تناول الطعام يخرج ومن معه إلى بطحاء الوادي ويجلس هناك حتى يصلي المغرب ثم يعود إلى الرياض، واستخدم هذا القصر لسكن الضيوف بعد بناء «قصر المربع» والقصور المجاورة له.
اتُّخذ القصر في عام 1954م مقرًّا لمدرسة الباطن السعودية وشرطة الباطن.

## البناء

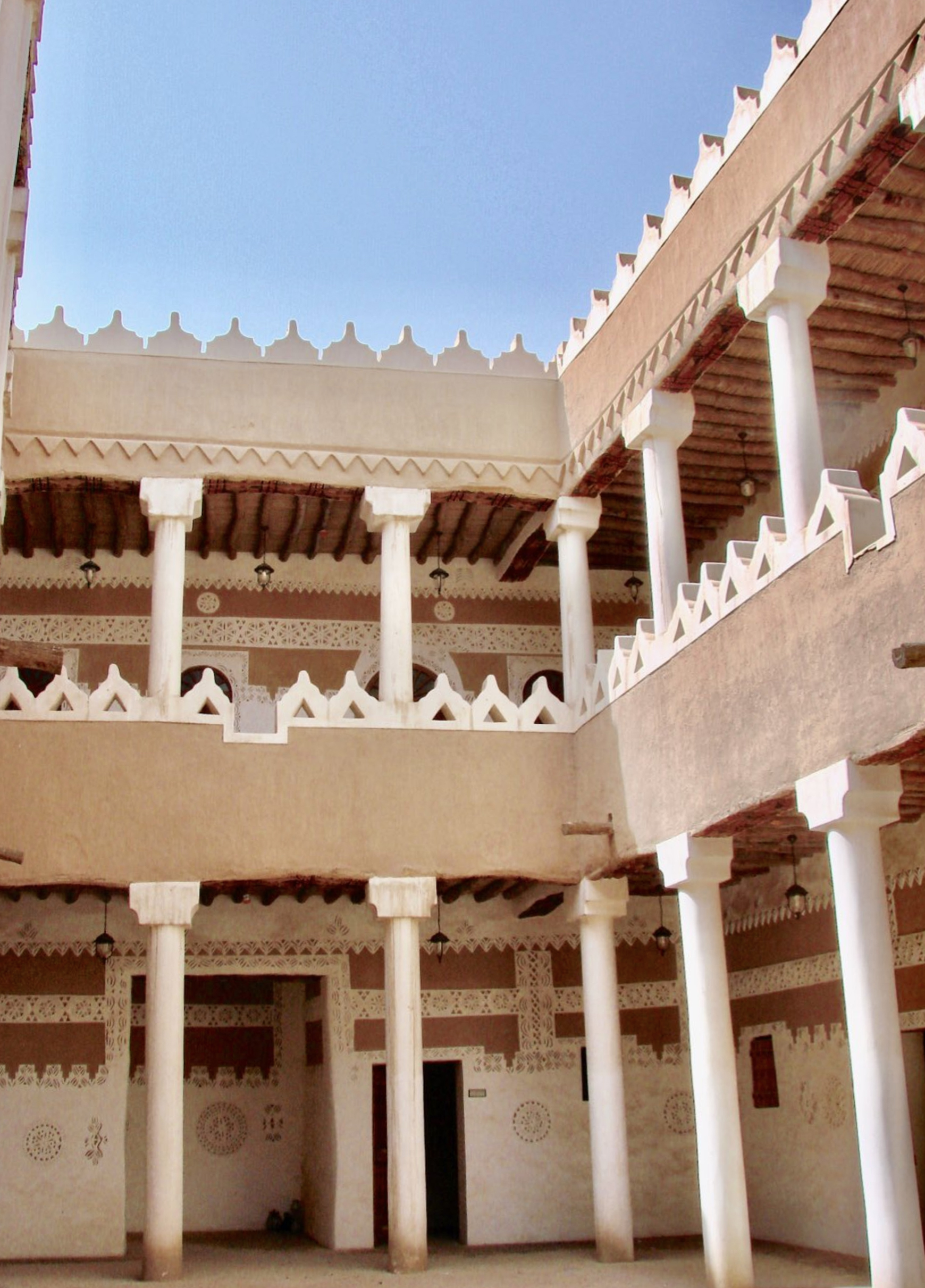
قصر البديعة من الداخل.

بنيت أساسات الجدران الخارجية للقصر بأحجام صخرية بيضاء مشذبة بطريقة تمكن البناء من تشييد حوائط القصر بشكل هندسي مستقيم، وقد حفرت أساسات القصر بعمق يتراوح بين 80-120سم، وعرض يصل إلى 60سم، ورصّت فيها المداميك الحجرية بطريقة منتظمة.
كما أن أساسات جدران الوحدات الداخلية للقصر لم تشيد على مداميك حجرية، بل بنيت بمداميك «عروق طينية سميكة»، وذلك نظرًا لأن هذه الجدران ستكون محمية بجدران القصر الخارجية من أضرار المياه والرطوبة، ورغبةً في البناء باستغلال مادة الطين الجيدة المتوافرة بوادي حنيفة المشيد فيه القصر، كما تم استكمال بناء الأجزاء السفلية من القصر بطريقة المداميك، ويتمثل هذا الأسلوب برص كتل الطين المخلوط بعضِها فوق بعض على شكل صفوف مستقيمة تدك بالأيدي أو بلوح خشبي معد لهذا الغرض، أما الأجزاء العلوية من القصر، الشرفات الخارجية والداخلية، وبعض الجدران الصغيرة فهي مبنية بالطوب اللبن.
جميع جدران غرف القصر ووحداته من الداخل والخارج كسيت بطوب طيني مخلوط بالتبن، وهو ما يعرف محليًّا بـ «المشاش»، ثم غطيت طبقة اللياسة الطينية هذه بأخرى رقيقة من الجص الأبيض، وبخاصة داخل المجالس وغرف القصر الرئيسة والمسجد والأعمدة والشرفات، وأفاريز النوافذ والأبواب، أما فيما يتعلق بأعمدة لواوين «مصابيح القصر» فقد بنيت بواسطة أحجار أسطوانية الشكل مشذبة، وقد ربط ما بين أعمدة هذه المصابيح بواسطة سواكف متينة أعدت من خشب الأثل، بحيث تستند هذه السواكف على تيجان الأعمدة، وهي عبارة عن ألواح حجرية مربعة الشكل تثبت فوق رؤوس الأعمدة، ويطلق عليها محليًّا «القنايع».
يوجد في القصر مسجد خاص بسكان القصر وضيوفه، وذلك في الدور الثاني جوار المجلس الرئيس للملك، ويبدو هذا المسجد مربع الشكل ويحمل سقفه عمودان أسطوانيان من الخرز، ترتكز على مثليهما من منتصف غرفة في الدور الأرضي تأخذ نفس حجم المسجد، إلا أن هذا الأخير له محراب مجوف يستند خارج المسجد على سارية مصمتة نصف دائرية تبرز من الأرض وكأنها امتداد طبيعي للمحراب، ويقع إلى جانب هذا المسجد المجلس الرئيس الكبير، ولا يتميز هذا المجلس بضخامة حجمه فحسب، بل بجمال تكوينه.